# کالبدشکافی

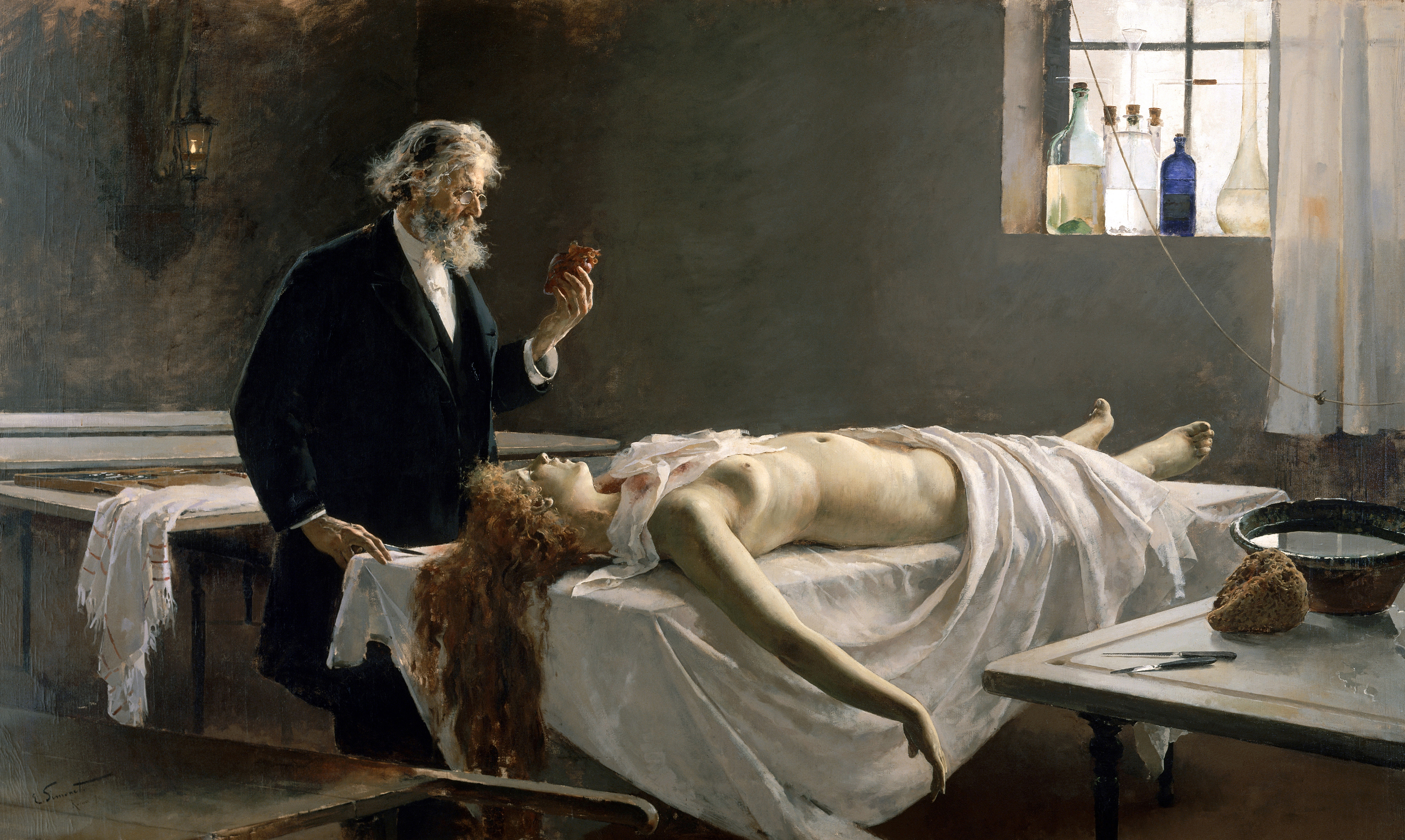
آناتومی قلب، نام اثری است از اِنریکه سیمونت، نقاش برجستهٔ اسپانیایی که کالبدشکافی قلب یک زن جوان را نشان می‌دهد.

کالبدشکافی یا دیسکسیون (به فرانسوی: dissection) برش دادن و جدا کردن بافتهای بدن برای مطالعه را گویند. این واژه بیشتر به معنی انجام این عمل می‌باشد، نه علم کالبدشناسی.
کالبدشکافی اغلب در سالن تشریح بخش‌های آناتومی دانشگاه‌ها برای آموزش یا در پزشکی قانونی برای بررسی علت مرگ انجام می‌گیرد. نوع و محل بُرش‌ها نیاز به تبحر خاصی دارد تا اندام‌ها و عضلات به خوبی نمایش داده شوند.

## نگارخانه تشریح

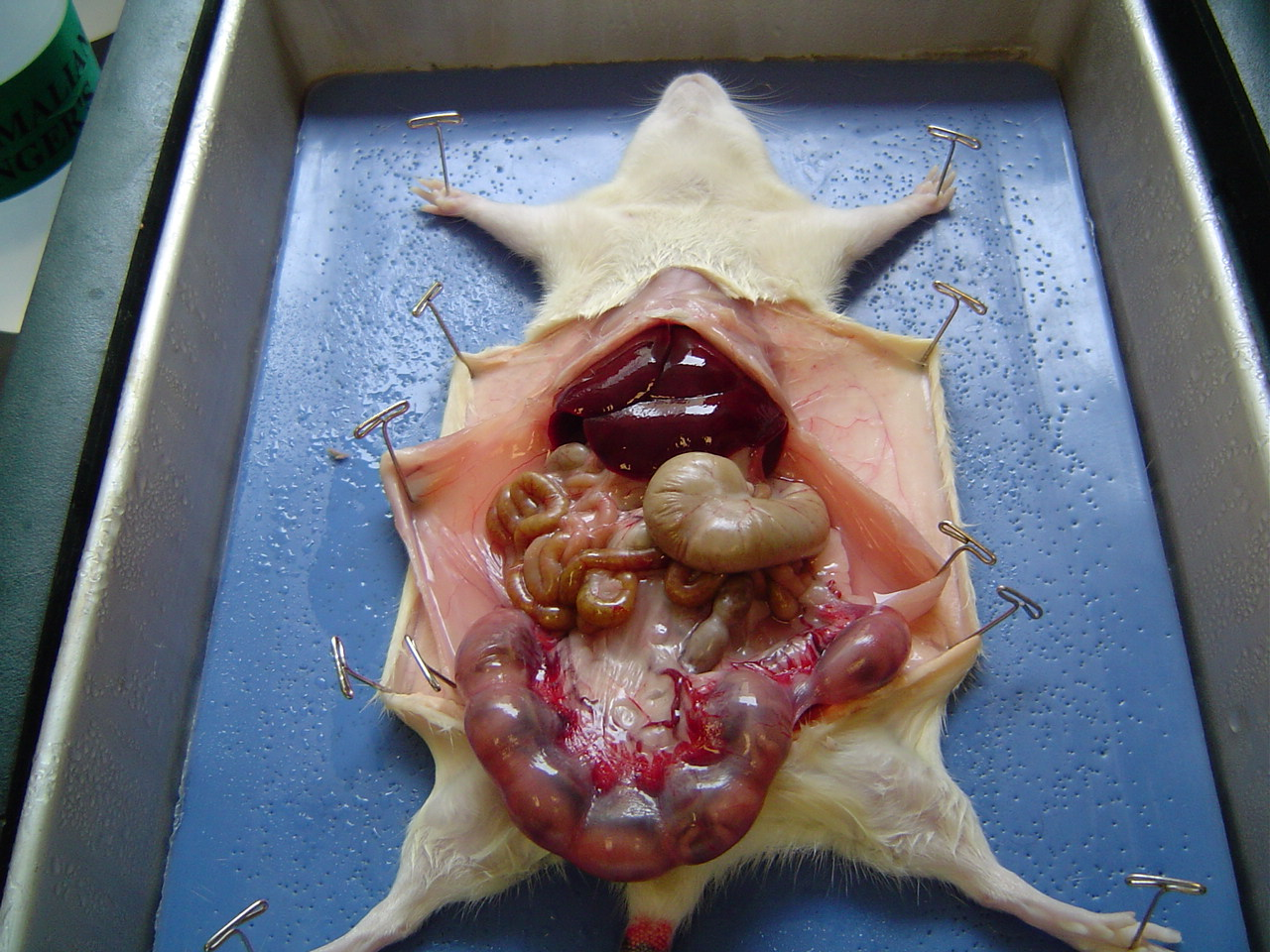
تشریح یک موش ماده
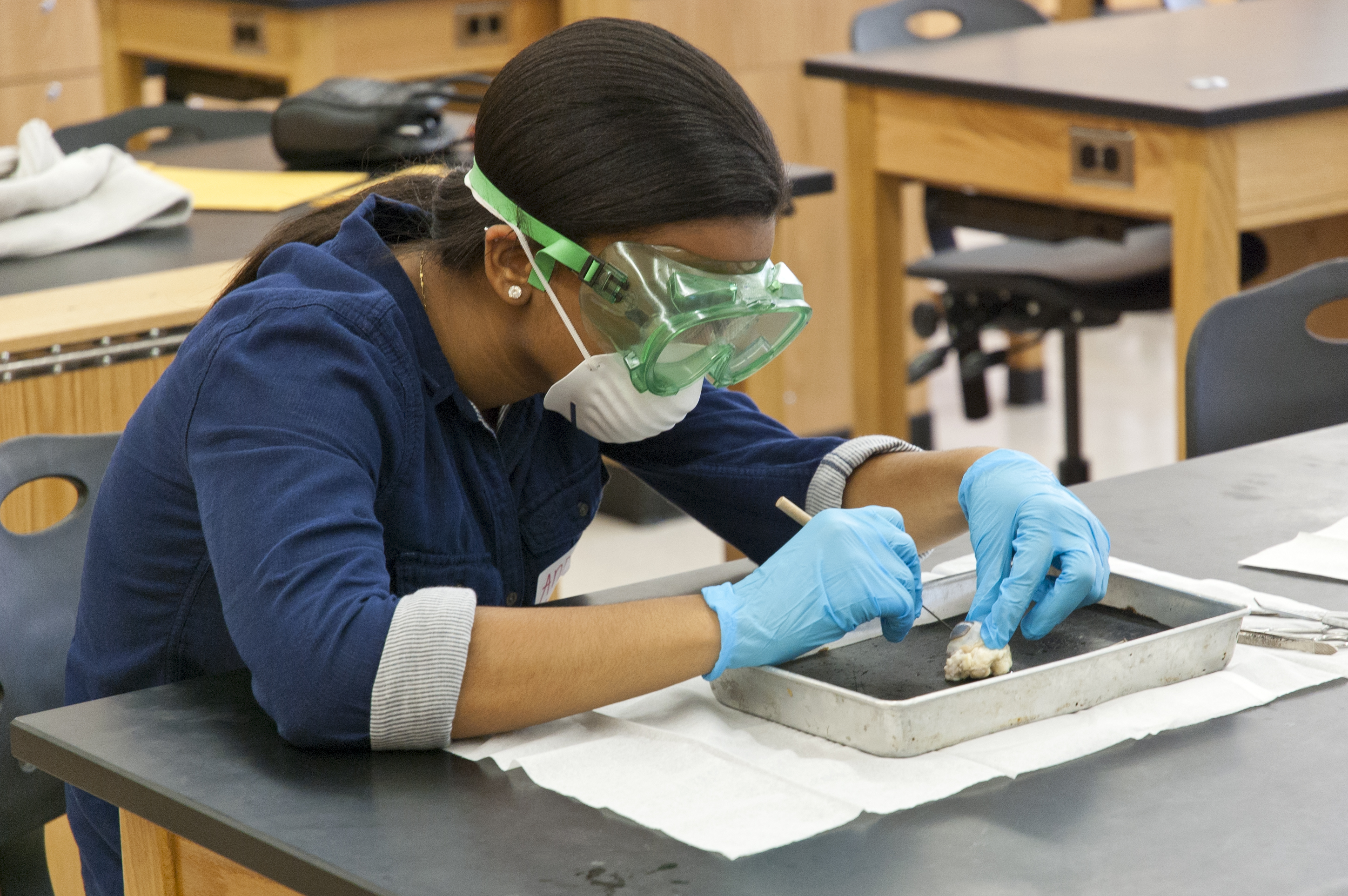
یک دانشجو در حین تشریح چشم یک حیوان